# Juan Antonio Saavedra
Juan Antonio Saavedra Reinaldo (Pontevedra, 21 de noviembre de 1973) es un deportista español que compite en tiro adaptado.
Ganó tres medallas en los Juegos Paralímpicos de Verano entre los años 2012 y 2024. En 2013, fue reconocido con la Medalla de Plata de la Real Orden del Mérito Deportivo que otorga el Consejo Superior de Deportes.

## Palmarés internacional
| Juegos Paralímpicos | Juegos Paralímpicos   | Juegos Paralímpicos | Juegos Paralímpicos                  |
| Año                 | Lugar                 | Medalla             | Prueba                               |
| ------------------- | --------------------- | ------------------- | ------------------------------------ |
| 2012                | Londres (Reino Unido) | Medalla de plata    | Rifle tendido 50 m SH1 mixto         |
| 2020                | Tokio (Japón)         | Medalla de bronce   | Rifle tendido 50 m SH1 mixto         |
| 2024                | París (Francia)       | Medalla de bronce   | Rifle de aire tendido 10 m SH1 mixto |